# A1 liga Košarkaškog saveza Herceg-Bosne 2017./18.
A1 liga Košarkaškog saveza Herceg-Bosne predstavlja ligu drugog stupnja košarkaškog prvenstva Bosne i Hercegovine. U sezoni 2017./18. sudjeluje 9 klubova koji igraju dvokružnu ligu, a potom četiri najuspješnije momčadi igraju doigravanje. 

Ligu je osvojila momčad "Gruda".

## Sudionici
- Busovača, Busovača
- Čapljina, Čapljina
- Grude, Grude
- Livno, Livno
- Ljubuški, Ljubuški
- Posušje, Posušje
- Široki II, Široki Brijeg
- Tomislav, Tomislavgrad
- Zrinjski II, Mostar

## Ligaški dio

### Ljestvica
-  plasirali se u doigravanje 
 

U doigravanje za prvaka se ne mogu plasirati rezervne momčadi. 
| mj. | klub        | ut. | pob. | por. | koš+ | koš- | bod |
| --- | ----------- | --- | ---- | ---- | ---- | ---- | --- |
| 1.  | Grude       | 16  | 15   | 1    | 1417 | 1160 | 31  |
| 2.  | Posušje     | 16  | 11   | 5    | 1245 | 1082 | 27  |
| 3.  | Zrinjski II | 16  | 10   | 6    | 1227 | 1155 | 26  |
| 4.  | Čapljina    | 16  | 10   | 6    | 1239 | 1243 | 26  |
| 5.  | Široki II   | 16  | 8    | 8    | 1217 | 1111 | 24  |
| 6.  | Tomislav    | 16  | 8    | 8    | 1190 | 1135 | 24  |
| 7.  | Busovača    | 16  | 7    | 9    | 1259 | 1309 | 23  |
| 8.  | Ljubuški    | 16  | 3    | 13   | 1059 | 1229 | 19  |
| 9.  | Livno       | 16  | 0    | 16   | 959  | 1428 | 16  |

### Rezultatska križaljka
Ažurirano 13. svibnja 2018. 
| kratica | klub        | BUS     | ČAP    | GRU    | LIV    | LJUB  | POS   | ŠIR   | TOM    | ZRI   |
| --- | ----------- | ------- | ------ | ------ | ------ | ----- | ----- | ----- | ------ | ----- |
| BUS | Busovača    |         | 78:72  | 86:98  | 109:70 | 81:72 | 86:91 | 66:61 | 85:97  | 65:92 |
| ČAP | Čapljina    | 111:104 |        | 78:76  | 79:68  | 77:60 | 74:73 | 73:70 | 74:65  | 90:72 |
| GRU | Grude       | 92:71   | 91:86  |        | 87:58  | 79:72 | 93:77 | 84:78 | 101:85 | 93:73 |
| LIV | Livno       | 70:75   | 66:82  | 66:105 |        | 69:75 | 52:86 | 57:83 | 51:77  | 65:98 |
| LJUB | Ljubuški    | 64:70   | 68:82  | 65:89  | 85:51  |       | 49:78 | 60:62 | 71:69  | 74:98 |
| POS | Posušje     | 79:74   | 86:63  | 70:80  | 84:65  | 76:51 |       | 89:67 | 76:60  | 65:50 |
| ŠIR | Široki II   | 84:73   | 90:62  | 70:83  | 108:45 | 82:58 | 71:80 |       | 105:72 | 68:79 |
| TOM | Tomislav    | 78:69   | 72:65  | 58:70  | 101:57 | 80:71 | 81:88 | 77:73 |        | 65:48 |
| ZRI | Zrinjski II | 88:66   | 101:71 | 67:96  | 102:51 | 86:64 | 65:57 | 53:72 | 60:53  |       |
| |             |         |        |        |        |       |       |       |        |       |
| podebljan rezultat - igrano u prvom dijelu lige (1. – 9. kolo) rezultat normalne debljine - igrano u drugom dijelu lige (10. – 18. kolo) p - rezultat nakon produžetka |             |         |        |        |        |       |       |       |        |       |

## Doigravanje
- domaća utakmica za klub1 

     - gostujuća utakmica za klub1
 

Poluzavršnica se igra na dvije pobjede, a završnica na tri pobjede. 

| klub1         | pob-por       | klub2         | 1. ut         | 2. ut         | 3. ut         | 4. ut         | 5. ut         | izvori                  |
| Poluzavršnica | Poluzavršnica | Poluzavršnica | Poluzavršnica | Poluzavršnica | Poluzavršnica | Poluzavršnica | Poluzavršnica | Poluzavršnica           |
| ------------- | ------------- | ------------- | ------------- | ------------- | ------------- | ------------- | ------------- | ----------------------- |
| Grude         | 2-0           | Tomislav      | 92:78         | 74:62         |               |               |               | [ 2 ]                   |
| Posušje       | 2-0           | Čapljina      | 85:60         | 81:49         |               |               |               | [ 2 ]                   |
| Završnica     |               |               |               |               |               |               |               |                         |
| Grude         | 3:1           | Posušje       | 63:56         | 47:60         | 87:81         | 72:70         |               | [ 3 ] [ 4 ] [ 5 ] [ 6 ] |

## Poveznice
- Košarkaški savez Herceg-Bosne